# Philippe II de Plancy
Philippe II de Plancy (né vers 1185 - † vers 1236) est seigneur de Plancy à la fin du XIIe siècle et au début du XIIIe siècle. Il est le fils de Gilles de Plancy, seigneur de Plancy, et d’Hodierne de Reynel.

## Biographie
En 1212, il concourt avec les plus grands seigneurs champenois à l'ordonnance de Champagne de 1212 sur le règlement de succession des fiefs et sur les duels.
Lors de la guerre de succession de Champagne, il est partisan d'Erard de Brienne et de sa femme Philippa de Champagne. Le fait qu'il soit à la fois vassal du duc de Lorraine, allié d'Erard de Brienne, et du comte de Champagne a pu donner une certaine ambiguïté sur son allégeance lors de cette guerre.
En juin 1218, Blanche de Navarre fait saisir son château par Clarembaud de Chappes, qui le livrera à la comtesse de champagne si Philippe continue ses exactions contre elle ou contre son fils Thibaut IV.
En 1218, il prend part à la cinquième Croisade et participe probablement au siège de Damiette sous le commandement de Jean de Brienne,.
En 1224, il participe avec les plus grands barons champenois à l'ordonnance de Champagne sur le partage des fiefs entre enfants mâles.

## Mariage et enfants
Vers 1207, il épouse Agnès de Bar-sur-Seine, fille de Thibaut de Bar-sur-Seine, seigneur de Champlost, issu d'une branche cadette de la maison de Brienne, et de Marguerite de Chacenay, dont il a cinq enfants :
- Jacques de Plancy, qui succède à son père comme seigneur de Plancy. Probablement décédé sans avoir été marié ni avoir eu de postérité.
- Thibaut de Plancy, seigneur de Saint-Vinnemer.
- Hugues de Plancy, seigneur de Bragelonne. Il succède à son frère comme seigneur de Plancy.
- Marguerite de Plancy, qui épouse Gaucher de Saint-Florentin, dont elle a plusieurs enfants.
- Philippe de Plancy, chanoine.

## Source
- Marie Henry d'Arbois de Jubainville, Histoire des Ducs et Comtes de Champagne, 1865.